# 치아파스나무타기쥐
치아파스나무타기쥐(Tylomys bullaris)는 비단털쥐과에 속하는 설치류의 일종이다. 멕시코에서만 발견된다. 치아파스주의 툭스틀라구티에레스 한 곳에서만 알려져 있다. 서식지가 농경지와 도시 개발로 전환되어 개체수가 급격하게 줄어 들고 있다.